# De Lieskampen
De Lieskampen is een natuurgebied ten zuidwesten van Gameren, een dorp in de gemeente Zaltbommel, gelegen in de provincie Gelderland.
Het gebied is 91 ha groot en 43 ha daarvan is toegankelijk. Het is in bezit van Staatsbosbeheer.
Het gebied bestaat uit komgronden en is voornamelijk gelegen tussen het afwateringskanaal Capreton en de Provinciale weg 322.
Vroeger was dit laaggelegen gebied erg vochtig. Het werd gebruikt voor griendcultuur of hooiland, en er waren ook drie eendenkooien in dit gebied, tegenwoordig is er nog een. In het gebied De Woord waren kleiputten.
In de jaren '50 en '60 van de 20e eeuw werd een grootschalig ruilverkavelingsproject in de Bommelerwaard uitgevoerd. Het gebied De Lieskampen is ontstaan door uitruil van gronden en werd vanaf de jaren '70 van die eeuw aangelegd. Het waterpeil wordt er kunstmatig hoger gehouden dan in de omliggende landbouwgebieden. Ook is de invloed van kwel er nog aanwezig.
Het voor het publiek toegankelijke deel heeft onder meer een visvijver, wandelpaden en ruiterpaden. In de kleiputtengebieden heeft zich een bijzondere flora met onder meer orchideeën ontwikkeld. Ook de kwel zorgt voor een rijke plantengroei op de aanwezige schraallanden (onder meer schildereprijs en pijptorkruid).
De Capreton wordt ontwikkeld als een ecologische verbindingszone tussen De Lieskampen en de Meidijkse Wielen.